# سازمان جغرافیایی نیروهای مسلح
سازمان جغرافیایی نیروهای مسلح یا سازمان جغرافیایی کشور سازمان دولتی وابسته به وزارت دفاع و پشتیبانی نیروهای مسلح است، که به‌منظور دست‌یابی سریع و دقیق به اطلاعات مکانی کشور و سایر مناطق موردنیاز نیروهای مسلح ایجاد گردیده است. بیشتر نقشه‌های جغرافیایی مربوط به ایران از نیم قرن بیش از این همواره به‌وسیله اداره جغرافیایی ارتش که در ۱۳۴۷ شمسی در قالب سازمان جغرافیایی کشور وضع قانونی پیدا کرد و امروز سازمان جغرافیایی نیروهای مسلح نامیده می‌شود تهیه شده است. از این رو این سازمان را می‌توان مهم‌ترین عامل پیشرفت مطالعات و تحقیقات جغرافیایی به‌ویژه در سطح نواحی و مناطق ایران دانست.

## تاریخچه
سنگ بنای این ارگان در سال ۱۳۰۰ گذارده شده و در سیر تحول خود متناسب با نیازها، مأموریت‌ها و وظایف سازمانی انجام وظیفه نموده، در نهایت با عنوان سازمان جغرافیایی نیروهای مسلح هویت یافته است.
در ۲۵ آبان ۱۳۰۰ خورشیدی، نیروهای نظامی ایران به‌صورت یکپارچه درآمدند و در ارکان حرب (ستاد ارتش) آن زمان، چهار رکن و یک واحد نقشه‌کشی ایجاد گردید. این شعبه نقشه‌کشی، هسته اولیه همه دوایر و ادارات و سازمان‌هایی است که در نهایت به‌صورت سازمان جغرافیایی نیروهای مسلح امروزی درآمده‌اند.در سال ۱۳۰۴ با فارغ‌التحصیلی دانش‌آموختگان دوره نقشه‌برداری ارتش که به گردان‌های مهندسی و سایر قسمت‌های صف منتقل شده بودند، همزمان شعبه نقشه‌کشی جزو رکن دوم ستاد ارتش شد. شعبه نقشه‌کشی ستاد ارتش در ۶ آذر ۱۳۱۴ به «دایره جغرافیایی ارتش» تبدیل شد و دارای چهار شعبه نقشه‌کشی، نقشه‌برداری، ژئودزی و چاپخانه بود.
در سال ۱۳۳۰ دایره جغرافیایی ارتش با توسعه ساختار به «اداره جغرافیایی ارتش» ارتقاء یافت و به تهیه نقشه‌های پوششی و فعالیت‌های نقشه‌برداری و جغرافیایی پرداخت.
در ۲۱ مرداد۱۳۴۷ قانون تأسیس سازمان جغرافیایی کشور به تصویب مجلس سنای ایران و مجلس شورای ملی رسید و ابلاغ شد. برابر مفاد این قانون با ادغام سازمان نقشه‌برداری کشور با اداره جغرافیایی ارتش، سازمان جغرافیایی کشور بنیان نهاده شد. در ماده اول این قانون آمده: تشکیل سازمان جغرافیایی کشور در مهرماه سال۱۳۴ به منظور تعیین و تهیه مبانی جغرافیایی و تهیه نقشه‌های عمومی و نظامی با رعایت جنبه‌های حفاظتی کار و هماهنگ‌کردن، کلیه فعالیت‌های نقشه‌برداری کشور ایران (نقشه‌برداری زمینی، دریایی و عکسبرداری هوایی) سازمانی به نام سازمان جغرافیایی کشور در وزارت جنگ تأسیس می‌گردد.
همزمان با پیروزی انقلاب ۱۳۵۷ سازمان جغرافیایی وارد عرصه جدیدی شد، به گونه‌ای که پس از اشغال توسط مجاهدین خلق، بسیاری از اسناد و نقشه‌ها در آتش سوخت و از بین رفت و برخی نیز به مکان نامعلومی انتقال یافتند. در همین زمان، براساس رأی شورای انقلاب، سازمان نقشه‌برداری کشور از سازمان جغرافیایی جدا شد.
با شروع جنگ عراق علیه ایران در شهریور ۱۳۵۹ و بر اساس نیاز ضروری به اطلاعات مکانی مورد توجه فرماندهان ارتش و سپاه و از آنجا که در سازمان جغرافیایی، اطلاعاتی هرچند قدیمی، اما با ارزش و کاربردی برای اقدامات عملیات اطلاعاتی در قالب نقشه‌های (۱:۵۰۰۰۰) موجود بود، نگاه‌ها به سمت این سازمان معطوف گردید و ضرورت وجود نهادی برای تهیه اطلاعات مکانی، احساس شد ولی به دلیل جدا شدن بخشی از بدنه سازمان امکان تأمین تمامی نیازهای ارتش و سپاه فراهم نبود بنابراین اداره نقشه‌برداری و جغرافیایی در وزارت سپاه ایجاد شد.
با پایان جنگ در سال۱۳۶۷، اداره جغرافیایی ارتش مجدداً دستخوش تغییرات گردید به‌گونه‌ای که با ادغام وزارتخانه‌های جنگ و سپاه، مرکز نقشه‌برداری جغرافیایی سپاه با اداره جغرافیایی ارتش، سازمان جغرافیایی نیروهای مسلح تشکیل شد.
هم‌اکنون سازمان جغرافیایی در کنار سازمان نقشه‌برداری کشور به انجام امور مربوط به نقشه‌برداری و تهیه و تولید اطلاعات مکانی می‌پردازد ولی امور مربوط به نقشه‌های نظامی، مرزهای کشور و خدمات جغرافیایی مورد نیاز نیروهای مسلح صرفاً از طریق سازمان جغرافیایی نیروهای مسلح انجام می‌شود.

## فعالیت‌ها
در زمان تبدیل شعبه نقشه‌کشی ستاد ارتش در ۶ آذر ۱۳۱۴ به «دایره جغرافیایی ارتش»، برای این دایره تکلیفی دربارهٔ انجام پژوهش‌ها و مطالعات جغرافیایی تعیین نشده بود و وظایف قانونی آن به نقشه‌برداری و تهیه و چاپ نقشه محدود می‌شد. در سال‌های نخست پس از رسمی‌شدن دایره جغرافیایی ارتش که ریاست آن بر عهده سرهنگ حاجعلی رزم‌آرا بود، وی با ابتکار خود به گردآوری اطلاعات و تدوین ۲۰ جلد جغرافیای نظامی ایران پرداخت که نه‌تنها تا آن زمان بی‌نظیر بود، بلکه بعدها نیز هیچ اثر جغرافیایی به‌صورت مجموعه کامل به آن وسعت تدوین نشد. مجموعه جغرافیای نظامی ایران رزم‌آرا، نخستین اثر مهم جغرافیایی (غیرنقشه‌ای) دایره جغرافیایی ستاد ارتش به‌شمار می‌رود.
چند سال بعد در زمان ریاست سرتیپ حسینعلی رزم‌آرا (سال‌های ۱۳۲۷ تا ۱۳۳۲)، دایره جغرافیایی ارتش اقدام به تهیه مجموعه باارزشی با عنوان فرهنگ جغرافیایی ایران کرد که تا سال‌ها تنها منبع و مأخذ پژوهشگران جغرافیا بود. 
پس از تبدیل قانونی اداره جغرافیایی ارتش به «سازمان جغرافیایی کشور» در سال ۱۳۴۷، اداره ویژه‌ای به نام «اداره علمی اطلاعات جغرافیایی» ایجاد شد که هدف آن گردآوری اطلاعات گوناگون جغرافیایی، تهیه آرشیو منظم از این اطلاعات و بهره‌برداری و چاپ و توزیع و تکثیر اطلاعات جغرافیایی به‌صورت کتاب، نقشه، جزوه، اطلس و فرهنگ جغرافیایی بود. همچنین در سال‌های اول دهه ۱۳۵۰ اداره اطلاعات علمی سازمان جغرافیایی کشور که زیر نظر لطف‌الله مفخم پایان اداره می‌شد، نخستین فرهنگ آبادی‌های کشور را بر پایه اطلاعات جغرافیایی موجود در مجموعه فرهنگ جغرافیایی ایران و دو مجموعه فرهنگ جغرافیای طبیعی دیگر ایران به نام فرهنگ کوه‌های ایران و فرهنگ رودهای ایران تدوین کرده و به چاپ رساند.
این سازمان به عنوان اولین کشور در خاورمیانه در سال ۱۳۳۴ شمسی (۱۹۵۵میلادی) اولین عکس‌برداری هوایی آنالوگ را از سراسر کشور با مقیاس ۱:۵۰۰۰۰ اجرا نمود و سپس با استفاده از دستگاه‌های تبدیل (مکانیکی) و انجام مراحل مهندسی نقشه‌برداری توانست از عکس‌های هوایی، نقشه‌های توپوگرافی تهیه و استخراج نماید. به دلیل شرایط تکنولوژی که در آن زمان مورد استفاده قرار می‌گرفت انجام عملیات تهیه نقشه تا سال ۱۳۵۰ به طول انجامید و قریب به ۲۵۵۰ شیت نقشه توپوگرافی در مقیاس ۱:۵۰۰۰۰ تهیه و تولید گردید.
در سال‌های اخیر نیز سازمان جغرافیایی توانست با تغییر در سیستم عکس‌برداری هوایی اولین عکس‌های هوایی دیجیتال را با سیستم‌های جدید (دوربین‌های دقیق رقومی ULTRA CAM D) اجرا نماید و صدها شهر و پروژه عکسبرداری هوایی رقومی گردد.

## وظایف و توانمندی‌ها
از توانمندی‌ها و وظایف سازمان جغرافیایی نیروهای مسلح، می‌توان موارد زیر را برشمرد:
- تحدید حدود مرزهای کشور
- تولید اطلاعات مکانی در حوزه ملی و منطقه ای
- طراحی، اجرا و نظارت عملیات ژئودزی ماهواره‌ای و کلاسیک
- انجام عملیات پردازش، طبقه‌بندی، گویا نمودن و تفسیر تصاویر هوایی و ماهواره‌ای
- بازنگری نقشه‌های قدیمی با روش‌های مختلف بهره‌برداری از تصاویر ماهواره‌ای و عکس‌برداری هوایی
- تهیه نقشه‌های موضوعی و برجسته و اجرای کلیه مراحل کارتوگرافی
- تهیه و چاپ نقشه‌های عکسی (با استفاده از عکس‌های هوایی و تصاویر ماهواره‌ای) گردآوری، تهیه، تدوین و چاپ اطلاعات جغرافیایی
- طراحی و چاپ (شامل: حروف‌چینی، طراحی، مونتاژ، لیتوگرافی و چاپ) انواع کتاب و نشریات علمی و فنی
- انجام فعالیت‌های مختلف در ارتباط با سنجش از دور، ایجاد سیستم اطلاعات جغرافیایی (GIS) طراحی و اجرای عملیات هیدروگرافی
- تهیه و ساخت انواع ماکت از تأسیسات و تجهیزات و عوارض طبیعی زمین
- طراحی و تبدیل کلیه دستگاه‌های فتوگرامتری از سیستم کلاسیک (آنالوگ) به سیستم تحلیلی و دیجیتالی
- برگزاری دوره‌های مختلف (نظری و عملی) پیشرفته در زمینه مهندسی نقشه‌برداری[۲]

همچنین آموزشکده فنی نقشه‌برداری سازمان جغرافیایی نیروهای مسلح وابسته به این سازمان است که در زمینه آموزش نقشه‌برداری فعالیت می‌کند.